# Stazione di Mungivacca
La stazione di Mungivacca è una stazione di Bari, situata nell'omonimo quartiere di Mungivacca. È gestita dalle Ferrovie del Sud Est.
La stazione comprendeva quattro binari sino al 2010, successivamente ebbe l'aggiunta del quinto binario.
Nel corso del 2023 la stazione è stata ammodernata con la sistemazione dei marciapiedi e il rinnovo della segnaletica di stazione conformata a quella utilizzata da Rete Ferroviaria Italiana, oltre a piccole modifiche nella stazione stessa.

## Servizi
La stazione dispone di:
- Biglietteria a sportello e automatica
- Servizi igienici
- Area per l'attesa
- Accessibilità per portatori di handicap
- Parcheggio di scambio
- Fermata autolinee urbane AMTAB ed extraurbane

## Movimento
La stazione è servita dai treni regionali svolti dalle Ferrovie del Sud Est nella relazione Bari - Putignano via la linea 1 bis. Mentre, per la linea 1, da giugno 2019 non vi sono treni per lavori sulla linea: pertanto Ferrovie del Sud Est ha predisposto un servizio automobilistico sostitutivo.
Questa stazione viene anche usata per le precedenze per la linea Mungivacca-Putignano, poiché in direzione di essa la tratta è a singolo binario.